# لانا (اسم)
لانا (بالإنجليزية: Lana)‏ هو اسم علم مؤنث أعجَمي، وقد يُستعمل اسمًا للعائلة. وثَمَّ خلاف في أصل الاسم، ويمكن العثورُ عليه في مُعظم الدول الناطقة بالإنجليزية، وروسيا، وعدد من الدول الأوربية الأُخرى، وبعض الدول العربية. يَعُدُّ بعض الكتَّاب اسم لانا مُختصرًا من الاسم الإنجليزي ألانا، أو من الاسم الروسي سفيتلانا، وقد يُعَدُّ مشتقًّا من الاسم الإغريقي هيلين. ولهذا الاسم لانا أيضًا أصول فارسية وكردية وسنستكريتية، ويعني الفتاة اللطيفة، وذلك لأنَّ «لان» تعني اللطيف و «ا» هي لاحقة.
حسبَ قاموس المعاني فإنَّ لانا هو اسم علم مؤنث يوناني الأصل، وهو كل شيء مصنوع من الصوف، وقد يُخفف فيُلفظ لانَه أو لينه أو لين.

## الشخصيات
- لانا القسوس، إعلامية أردنية.
- لانا سعيد، ممثلة ومغنية أردنية.
- لانا مامكغ، أستاذة جامعية وإعلامية أردنية.
- لانا كوندور، ممثلة فيتنامية أمريكية.
- لانا تيرنر، ممثلة سينمائية أمريكية.
- لانا وود، ممثلة ومنتجة أمريكية من أصل روسي.
- لانا كلاركسون، ممثلة وعارضة أزياء أمريكية.
- لانا وتشاوسكي، مخرجة سينمائية أمريكية.
- لانا باريلا، ممثلة أمريكية.
- لانا دل راي، مغنية وكاتبة أغاني أمريكية.
- لانا، مُصارعة ومديرة أعمال أمريكية.

### شخصيات خيالية
- لانا نامق، المُشجعة الأولى لماجد كامل.